# Burg Lutten
Die Burg Lutten, auch Zurborg genannt, ist eine abgegangene Wasserburg der Herren von Lutten 350 m nordwestlich von Lutten im niedersächsischen Landkreis Vechta am Lutter Mühlenbach.

## Geschichte
Die Burg war der Stammsitz der ab 1177 in der historischen Überlieferung erscheinenden Herren von Lutten. Diese waren als Burgmänner zu Vechta Ministeriale der Grafen von Calvelage-Ravensberg. Mit dem Verkauf der Herrschaft Ravensberg an das Bistum Münster 1252 wurden die Herren von Lutten münstersche Ministeriale und die Burg münstersches Lehen. Das Ende der Burg kam wahrscheinlich mit der Übersiedlung der Burgherren nach Gut Lage gegen Ende des 14. Jahrhunderts.

## Beschreibung
Nach Schilderungen aus dem 19. Jahrhundert zufolge bestand die Burg aus einer Haupt- und einer Vorburg, die mit vom benachbarten Bach gespeisten Wassergräben umgeben waren. Die Hauptburg war damals als erhöhter runder Bereich zu erkennen und ist deshalb wohl als Motte zu identifizieren. Auf dem Hügel soll ein Keller aus Feldsteinen vorhanden gewesen sein. Die Vorburg war viereckig, mehr ist über sie nicht bekannt. Schon um 1900 waren von der Anlage nur noch „einige starke Pfähle in der Wiese“ zu sehen. Heute fehlt oberflächlich jegliche Spur.